# Christian Beutler
Christian Beutler (* 11. Januar 1923 in Hamburg; † 1. März 2003 in Heidenheim an der Brenz) war ein deutscher Kunsthistoriker.

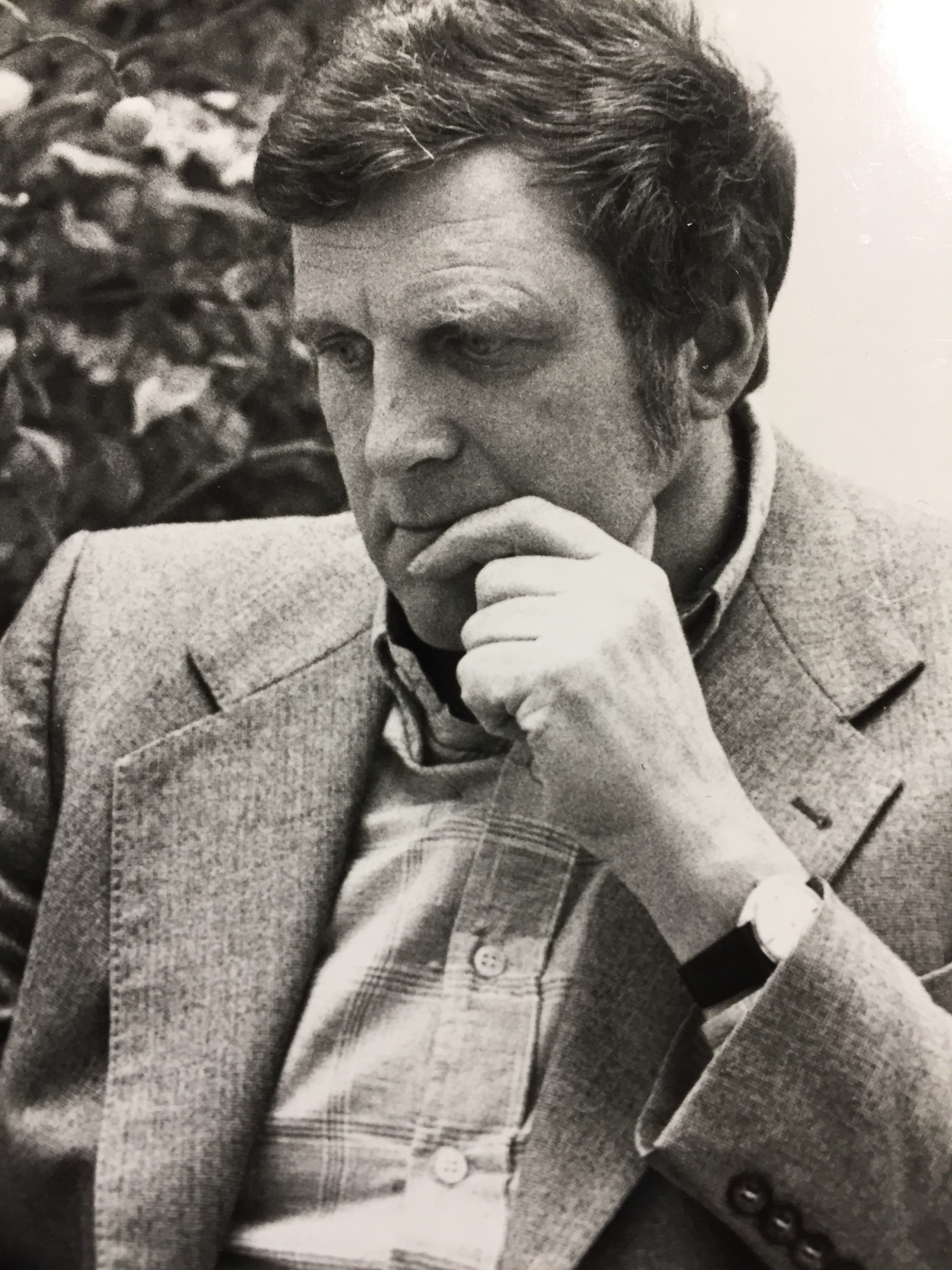
Christian Beutler, ca. 1970

## Leben und Werk
Christian Beutler war Sohn des Germanisten und Goethe-Forschers Ernst Beutler. Seine Schwester war Gisela Beutler, Professorin für Hispanistik an der Freien Universität Berlin.
Beutler verbrachte seine Jugend in Frankfurt am Main und legte das Abitur am dortigen altsprachlichen Lessing-Gymnasium ab. Während des Zweiten Weltkrieges diente er in Bayern und Italien als Funker. Nach dem Krieg absolvierte er ein Studium der Kunstgeschichte an der Rheinischen Friedrich-Wilhelms-Universität Bonn, wo er 1952 mit einer Arbeit über spätgotische Tafelmalerei im Werk Hans Holbeins des Älteren bei Herbert von Einem zum Doktor der Philosophie promoviert wurde. Anschließend durchlief er ein Volontariat am Museum Schnütgen in Köln unter Hermann Schnitzler. 1964 erfolgte seine Habilitation bei Harald Keller an der Johann Wolfgang Goethe-Universität Frankfurt mit einer Untersuchung über Bildwerke zwischen Antike und Mittelalter.
Von 1966 bis 1971 lehrte Beutler am Lehrstuhl für Kunstgeschichte der Universität Frankfurt am Main. 1971 erhielt er eine Professur für Kunstgeschichte an der Kunsthochschule in Hamburg. 1988 kehrte er nach Frankfurt zurück.
In seiner Arbeit erforschte Beutler das Wiederaufleben- oder Weiterbestehen monumentaler, freistehender Skulptur seit dem Ende der Antike anhand des zugänglichen Denkmälerbestandes; ein Unterfangen, das im Bereich des frühmittelalterlichen Bildkultus und dessen herrscherlicher und theologischer Ausrichtung nach Antworten suchte und von der Forschung anfänglich mehrheitlich mit Skepsis aufgenommen wurde. Zu seinen besonderen Verdiensten zählt unter anderem die Entdeckung und Beschreibung der karolingischen Skulptur.
Später entstanden zahlreiche Studien zu Architektur, Skulptur und Malerei Frankreichs und insbesondere Paris’ vor und nach 1789. Der von ihm verfasste Kunstführer „Paris und Versailles“ (Stuttgart 1970) etablierte einen neuen Blick auf den Denkmalbestand des 19. Jahrhunderts.
Die Themen seiner Lehrveranstaltungen reichten von Karolingischer Kunst bis zu der damals noch wenig beachteten französischen Skulptur des 19. Jahrhunderts. Zu seinen Schülern gehört Christa Lichtenstern, langjährige Ordinaria am kunstgeschichtlichen Institut der Universität des Saarlandes.
Nach seiner Emeritierung betreute er die Herausgabe zahlreicher Goethe-Editionen und engagierte sich im Kuratorium des Freien Deutschen Hochstifts.
Christian Beutler starb Anfang März 2003 in Heidenheim an der Brenz im Alter von 80 Jahren. Die Grabstätte der Familie Beutler befindet sich auf dem Frankfurter Hauptfriedhof.

## Veröffentlichungen (Auswahl)
- Einführung zu Goethe. Sämtliche Werke. Schriften zur Kunst (= Artemis Gedenkausgabe. Band 13). Zürich 1954.
- J. H. W. Tischbein: Goethe in der Campagna. Stuttgart 1962.
- Bildwerke zwischen Antike und Mittelalter. Unbekannte Skulpturen aus der Zeit Karls des Großen. Düsseldorf 1964.
- St. Eugène und die Bibliothèque Nationale. In: Miscellanea pro arte. Festschrift für Hermann Schnitzler. Köln 1965.
- Paris und Versailles. Reclam, Stuttgart 1970.
- Weltausstellungen im 19. Jahrhundert. Die Neue Sammlung. Staatliches Museum für angewandte Kunst, München 1973.
- Die Entstehung des Altaraufsatzes. Studien zum Grab Willibrords in Echternach. München 1978.
- als Hrsg.: Unter der Maske des Narren. Stuttgart 1981.
- Statua. Die Entstehung der nachantiken Statue und der europäische Individualismus. München 1982.
- Meister Bertram. Der Hochaltar von St. Petri. Frankfurt 1984.
- Der Gott am Kreuz. Zur Entstehung der Kreuzigungsdarstellung. Hamburg 1986.
- Der Angler von Francois Boucher. In: Idea. Jahrbuch der Hamburger Kunsthalle. 5, 1986, S. 47–68.
- Marmorbilder, Kunst um 1800 und die Folgen. W. Hofmann zu Ehren. München 1988, S. 98–107.
- Der älteste Kruzifixus: der entschlafene Christus. Frankfurt 1991.
- Frankfurt in frühen Farbaufnahmen (Essays). Frankfurt 1993.